# 루카스 세베리누
루카스 세베리누(포르투갈어: Lucas Severino, 1979년 1월 3일 ~ )는 브라질의 전 축구 선수로서, 현역 시절 포지션은 스트라이커였다.

## 축구인 경력

### 선수 경력
1996년 프로 무대에 데뷔하여 2000년까지 브라질에서 활약하다 스타드 렌 FC로 이적하였다. 렌에서 72경기에 출전하여 6골을 기록하였고 2004년 일본 J리그 FC 도쿄로 이적하였다. 첫 시즌 리그에서 11골을 넣었고 J리그 컵에서 7경기에 출전하여 6골을 넣는 고감도의 득점력을 과시하며 팀을 컵대회 우승으로 이끌었다. 도쿄에서 총 4시즌 간 활약하며 정규 리그에서만 48골을 기록하여 J리그의 정상급 스트라이커로 평가받았다. 2008년 감바 오사카로 이적하였고 첫 시즌 팀의 2008 AFC 챔피언스리그 우승에 공헌하는 등의 준수한 모습을 보였으나 2010 시즌 연이은 부상으로 재계약 불가 통보를 받아 고국으로 복귀하였다.
2011년 FC 도쿄로 이적하며 일본 무대에 복귀하였다.

### 국가대표 경력
2000년 하계 올림픽 축구 종목에 브라질 U-23 국가대표팀 멤버로 참가하였다.